# Porphyrinia minuta
Porphyrinia minuta là một loài bướm đêm trong họ Noctuidae.